# مورتانتچ
مورتانتچ (به آلمانی: Mortantsch) یک منطقهٔ مسکونی در اتریش است که در وایتس واقع شده‌است. مورتانتچ ۱۷٫۵۸ کیلومتر مربع مساحت دارد ۵۵۰ متر بالاتر از سطح دریا واقع شده‌است.